# Зетска бановина
Зетска бановина е административно-териториална единица в рамките на Кралство Югославия. Като такава просъществува от 1929 до 1941 г., т.е. до нападението на силите на Оста на 6 април 1941 г., последвано от първото разпадане на Югославия. Административен център на бановината е град Цетине.

## Име
Наименованието ѝ е дадено по топонима Зета, с който е назовавано средновековното владение Зета по река Зета, днес в Черна гора.

## Обхват
Бановината включва освен територията на Кралство Черна гора по време на най-голямото му разширение, така Източна Херцеговина без долното ѝ поречие с Мостар.

## История
Бановината е създадена с ново административно-териториално деление в новонаименованата държава Югославия през 1929 г. Утвърдена е по силата на първата югославската конституция от 1931 г., заменила Видовденската конституция от 1921.